# Automeris haxairei
Automeris haxairei é uma espécie de mariposa do gênero Automeris, da família Saturniidae.
Sua ocorrência foi registrada na Bolívia, por Daniel Herbin.